# Kim Jongdzsun
Kim Jongdzsun (hangul: 김영준, handzsa: 金永俊, RR: Kim Yong-jun; Phenjan, 1983. július 19. –) észak-koreai labdarúgóedző, válogatott labdarúgó.

## Pályafutása

### Klubcsapatban
2002 és 2006 között a Phenjan csapatában szerepelt, melynek színeiben két alkalommal (2004, 2005) nyerte meg az észak-koreai bajnokságot. 2006 és 2008 között Kínában játszott. A 2006–07-es szezonban a Jenpien Funde, 2008-ban a Csengtu Tiancseng játékosa volt. 2009-ben visszatért a Phenjanhoz, ahol még két évig játszott. 

### A válogatottban
2001 és 2011 között 59 alkalommal játszott az észak-koreai válogatottban és 7 gólt szerzett Részt vett a 2010-es világbajnokságon, a Portugália elleni csoportmérkőzésen csereként lépett pályára. Brazília és Elefántcsontpart ellen nem kapott lehetőséget. Tagja volt a 2011-es Ázsia-kupán szereplő válogatott keretének is. 

### Edzőként
2010 és 2013 között a Phenjan vezetőedzője volt. 2018 és 2019 között az észak-koreai válogatottat irányította szövetségi kapitányként.  